# Myristica lepidota
Myristica lepidota är en tvåhjärtbladig växtart. Myristica lepidota ingår i släktet Myristica och familjen Myristicaceae.

## Underarter
Arten delas in i följande underarter:
- M. l. lepidota
- M. l. montanoides